# Rio Coricia
O Rio Coricia é um rio da Romênia, afluente do Groapa Seacă, localizado no distrito de Hunedoara.